# Рукописное наследие Тао-Кларджети

Рукописное наследие Тао-Кларджети (груз. ტაო-კლარჯეთის მწიგნობრული მემკვიდრეობა) относится к религиозным рукописям, которые были созданы в Тао-Кларджети, культурно-историческом регионе, расположенном в северо-восточной части современной Турции. В средние века (с IX по XVI века) регион был политическим, культурным и религиозным центром грузин, входившим в состав Тао-Кларджетинского княжества, Грузинского царства и княжества Самцхе-Саатабаго. Грузинские рукописи из Тао-Кларджети являются одной из основных частей Грузинских рукописных книг.
Начало литературной традиции в Тао-Кларджети тесно связано с грузинской церковью и продвижением монашеской и политической жизни, которая была основана Григорием Хандзтели. Результатом этих процессов стало расширение монастырских построек в Тао-Кларджети, за которым последовало создание скрипториев и книгохранилищ, увеличение числа монахов-переписчиков и т. д. Книга стала одним из основных столпов государственного и культурного статуса, что способствовало существованию рукописей разной формы и назначения. Большая часть рукописей Тао-Кларджети носит религиозный характер, что определило жанровые рамки рукописей: Библии, Евангелия, псалмы; гимнографические сборники (Иадгары) и т. д.
Общее количество Тао-Кларджетинского рукописей, обнаруженных к настоящему времени, составило около 70. Большинство рукописей из Тао-Кларджети хранится в Грузинском национальном центре рукописей.

## Рукописное наследие Тао-Кларджети
| Рукопись                                            | Дата                                              | Место копирования                             | Переписчик                                                                       | Заказчик                                       | Место хранение                                       |
| --------------------------------------------------- | ------------------------------------------------- | --------------------------------------------- | -------------------------------------------------------------------------------- | ---------------------------------------------- | ---------------------------------------------------- |
| Тбетский (Сванский) многоглав, A 19                 | X—XI века                                         | Тбети, Шавшети                                |                                                                                  | Иоанн Мтбевари                                 | Грузинский национальный центр рукописей              |
| Урбнисский четвероглав, A 28                        | X век                                             |                                               |                                                                                  |                                                | Грузинский национальный центр рукописей              |
| Сборник аскетических сочинений, A 35                | X век                                             | Ишхани, Тао                                   | Иоанн-Германе                                                                    | архиепископ Иларион Ишхнели                    | Грузинский национальный центр рукописей              |
| Мцхетские псалмы, A 38                              | X—XI века                                         |                                               |                                                                                  |                                                | Грузинский национальный центр рукописей              |
| Экзегетический сборник, A 73                        | XI век                                            | Шатберди, Кларджети                           |                                                                                  | Григол Вачадзорели                             | Грузинский национальный центр рукописей              |
| Литургический сборник св. Тбели, A 85               | 1233 год (обновление: в первой половине XVI века) | Хихани (?), Аджария (обновление: Ишхани, Тао) | Тбели Абусеридзе                                                                 |                                                | Грузинский национальный центр рукописей              |
| Литургия апостола Иакова, A 86                      | X—XI века                                         | Удабно                                        |                                                                                  |                                                | Грузинский национальный центр рукописей              |
| перевод Евангелия от Матфея, A 89                   | XI—XII века                                       | Книгохранилище в Церковь Свети, Кларджети     | Квирике Надгуни                                                                  |                                                | Грузинский национальный центр рукописей              |
| Параклитон, A 93                                    | 1093 год                                          | Опиза, Кларджети                              | Афанасий Арвандкофили                                                            |                                                | Грузинский национальный центр рукописей              |
| Пархальский многоглав. A 95                         | X—XI века                                         |                                               |                                                                                  | Габриэль Патараи                               | Грузинский национальный центр рукописей              |
| Великий Синаксарь, A 97                             | XI век                                            | Миджнадзори, Кларджети                        |                                                                                  | Эгнатия Хуцесмоназон?                          | Грузинский национальный центр рукописей              |
| Цкароставский I четвероглав, A 98                   | X—XI века                                         |                                               |                                                                                  | Габриэль Патараи и Тевдоре (второй раз: Иоанн) | Грузинский национальный центр рукописей              |
| Василий Великий, перевод псалмов, A 135             | XI век                                            | Шатберди, Кларджети                           | Саба, Михаил, Габриэль и Иване Джибисдзе. (Руководитель работы: Давид Джибисдзе) | Отец Эзра?                                     | Грузинский национальный центр рукописей              |
| Иоанн Златоуст, перевод Евангелия от Матфея, A 136  | [1083—1089 года]                                  | Цкаростави, Джавахети                         | Эгнатия Хуцесмоназони                                                            |                                                | Грузинский национальный центр рукописей              |
| Сборник, A 141                                      | X век                                             |                                               |                                                                                  |                                                | Грузинский национальный центр рукописей              |
| Кларджетский многоглав, A 144                       | X век                                             | Пархали, Тао                                  |                                                                                  |                                                | Грузинский национальный центр рукописей              |
| Ежегодное пророчество, A 192 объединенный с H 1350. | 1085 год                                          | Хандзта(?), Кларджети                         | Моисей Хандзтели                                                                 | Эгнатия Хуцесмоназон                           | Грузинский национальный центр рукописей              |
| Синаксарь, A 193                                    | XI век                                            |                                               |                                                                                  |                                                | Грузинский национальный центр рукописей              |
| Иоанн Лествичник, A 285                             | XI век                                            |                                               |                                                                                  |                                                | Грузинский национальный центр рукописей              |
| Псалом, A 351                                       | 1494 год                                          |                                               | Амвросий                                                                         | Мзечабук Атабаги                               | Грузинский национальный центр рукописей              |
| Благословение, A 450                                | XVII век                                          | Каджисцихе, Джавахети (Эрушети)               |                                                                                  |                                                | Грузинский национальный центр рукописей              |
| Ригское евангелие, A 503                            | XVI век                                           |                                               |                                                                                  |                                                | Грузинский национальный центр рукописей              |
| Ксанский четвероглав, A 509                         | X век                                             |                                               |                                                                                  |                                                | Грузинский национальный центр рукописей              |
| Иерусалимский устав, A 647                          | 1511 год                                          | Библиотека Атабегов, Самцхе                   |                                                                                  |                                                | Грузинский национальный центр рукописей              |
| Четвероглав, A-844                                  | XI—XII века                                       | Книгохранилище в Церковь Свети, Кларджети     |                                                                                  |                                                | Грузинский национальный центр рукописей              |
| Удабноиский многоглав, A 1109                       | IX—X века                                         |                                               |                                                                                  |                                                | Грузинский национальный центр рукописей              |
| Пархальский I четвероглав, A 1453                   | 973 год                                           | Шатберди, Кларджети                           | Иоанн Берая                                                                      |                                                | Грузинский национальный центр рукописей              |
| Сборник молитв и чтений, A 1737                     | [1505—1515 года]                                  |                                               | Науасдзе Зебеде                                                                  | Кэтаон, дочь Георгия VIII                      | Грузинский национальный центр рукописей              |
| Ветхий Завет, Ath.1                                 | 977 год                                           | Ошки, Тао                                     | Михаил, Георгий, Стефан                                                          |                                                | Коллекция грузинских рукописей Иверского монастыря   |
| Жизнь Иоанна Златоуста, Ath. 3                      | 979—980 года                                      | Ошки, Тао                                     | Иоанн Чирай                                                                      |                                                | Коллекция грузинских рукописей Иверского монастыря   |
| Аскетико-гомилетический сборник «Рай», Ath.9        | 977 год                                           | Ошки, Тао                                     | Дьякон Стефан и Давид                                                            | Иоанн-Торникий и Иоанн-Варазваче               | Коллекция грузинских рукописей Иверского монастыря   |
| Агиографический сборник, Ath.28                     | 1003 год                                          | Шаори, Джавахети                              |                                                                                  |                                                | Коллекция грузинских рукописей Иверского монастыря   |
| Опизский четвероглав, Ath. 93                       | 913 год                                           | Опиза, Кларджети                              |                                                                                  |                                                | Коллекция грузинских рукописей Иверского монастыря   |
| Синаксарь Тисли, Bnf. Geo. 4, (Париж)               | XIII век                                          |                                               |                                                                                  |                                                | Национальная библиотека Франции                      |
| Коридетский четвероглав, Gr. 28                     | IX век                                            |                                               |                                                                                  |                                                | Грузинский национальный центр рукописей              |
| Хандзтийский четвероглав, E 45                      | XIII—XV века                                      |                                               |                                                                                  |                                                | Институт востоковедения РАН                          |
| Четвероглав, Er. N161                               | XIII век                                          | Калмахи, Тао                                  |                                                                                  |                                                | Матенадаран                                          |
| Агиографические чтения, H 341                       | XI век                                            | Книгохранилище в Церковь Свети, Кларджети     | Иоанн Уцбад Мчхрекали                                                            | Отец Стефан                                    | Грузинский национальный центр рукописей              |
| Метафрас, H 1347                                    | XIII век                                          | Монастырь Али, Самцхе (Поцхови)               |                                                                                  |                                                | Грузинский национальный центр рукописей              |
| Джручский I четвероглав, H 1660                     | 936—940 года                                      | Шатберди, Кларджети                           | Священник Габриэль и Георгий                                                     |                                                | Грузинский национальный центр рукописей              |
| Четвероглав (фрагмент), H 1697                      | XVI—XVII века                                     | район Бана, Тао                               |                                                                                  |                                                | Грузинский национальный центр рукописей              |
| Псалом, H 1717                                      | XV—XVI века (надписи: 1474—1515 года)             | Библиотека Атабегов, Самцхе                   |                                                                                  |                                                | Грузинский национальный центр рукописей              |
| Четвероглав, H 1721                                 | 1520 год                                          |                                               | Мелхиседек                                                                       |                                                | Грузинский национальный центр рукописей              |
| Толкование на Евангелие от Иоанна, Ier. 32          | XI век                                            |                                               |                                                                                  |                                                |                                                      |
| Четвероглав, K 375                                  | 1502 год                                          |                                               | Акаки                                                                            | Мзечабук Атабаги                               | Кутаисский Государственный Исторический Музей        |
| Местийски четвероглав, M 1(კ-70)                    | 1033 год                                          | Ошки, Тао                                     | Габриэль, племянник Гиоргия                                                      | Иларион Масурисдзе Ишхнели                     | Сванетский историко-этнографический музей            |
| Адишский четвероглав, M 478 (კ-82)                  | 897 год                                           | Шатберди, Кларджети                           | Дьякон Михаил                                                                    | Софрон Шатбердели                              | Сванетский историко-этнографический музей            |
| Бертский I четвероглав, Ms. Georgia 1, (Гарвард)    | X век                                             | Берта, Кларджети                              | Габриэль                                                                         | Габриэль                                       | Библиотека Хоутона, Гарвардский университет          |
| Мецитские посты, Q 642                              | XV век                                            |                                               | Науасдзе Зебеде                                                                  | Кэтаон, дочь Георгия VIII                      | Грузинский национальный центр рукописей              |
| Мученичества и рассказ о чудесах, Q 762             | XIII—XIV века                                     | Хахули или Ошки, Тао                          |                                                                                  |                                                | Грузинский национальный центр рукописей              |
| Бертский II четвероглав, Q 906                      | XII век                                           | Берта, Кларджети                              |                                                                                  | Иоанн Мтавараисдзе                             | Грузинский национальный центр рукописей              |
| Цкароставский II четвероглав, Q 907                 | 1195 год                                          | Тбети, Шавшети                                | Изготовитель рукавов: Бека Опизари                                               | Иоанн Сафарел-Мтбевари                         | Грузинский национальный центр рукописей              |
| Четвероглав-Сборник, Q 920                          | 1504 год                                          |                                               | Акаки                                                                            | Тамар, жена Георгия VIII                       | Грузинский национальный центр рукописей              |
| Тбетский II четвероглав, Q 929                      | XII век                                           |                                               |                                                                                  | Павле Мтбевари                                 | Грузинский национальный центр рукописей              |
| Посты, Q 969                                        | XVI век                                           |                                               |                                                                                  |                                                | Грузинский национальный центр рукописей              |
| Хахульский Синаксарь, Q 1487                        | 1210 год                                          |                                               |                                                                                  | Закария Панаскертели                           | Грузинский национальный центр рукописей              |
| Евангелие Калкоса, Q 1602                           | XIII век                                          | Калмахи, Тао                                  |                                                                                  |                                                | Грузинский национальный центр рукописей              |
| Тбетский I четвероглав, P 2102                      | 995 год                                           | Тбети, Шавшети                                | Давид Ошкели и Архипос (Изготовитель рукавов: Стефан)                            | Иоанн Мтбевари                                 | Российская национальная библиотека                   |
| Тбетский поминовение, P 10                          | XIII—XIV век                                      |                                               |                                                                                  |                                                | Российская национальная библиотека                   |
| Евангелие, S 110                                    | 1241 год                                          |                                               |                                                                                  |                                                | Грузинский национальный центр рукописей              |
| «Иадгар» Михаила Модрекили, S 425                   | 978—988 года                                      | Шатберди, Кларджети                           | Составитель сборника: Михаил Модрекили, переписчики: Михаил, Стефан, Давид.      | Иоанн Мтбевари                                 | Грузинский национальный центр рукописей              |
| Учение отцов, S 1139                                | 930—940 года                                      |                                               |                                                                                  |                                                | Грузинский национальный центр рукописей              |
| Шатбердский сборник, S 1141                         | 973—976 года                                      | Шатберди, Кларджети                           | Иоанн Берая, Давид                                                               |                                                | Грузинский национальный центр рукописей              |
| Синаксарь, S 1245                                   | XIII век                                          | Монастырь Али, Самцхе (Поцхови)               |                                                                                  |                                                | Грузинский национальный центр рукописей              |
| Сборник Метафрас, S 1246                            | XVI век                                           |                                               |                                                                                  |                                                | Грузинский национальный центр рукописей              |
| Пархальский II четвероглав, S 4927                  | XI век                                            |                                               | Габриэль Патараи                                                                 |                                                | Грузинский национальный центр рукописей              |
| Смешанный сборник, S 4939                           | XII—XIII века                                     | Шатберди, Кларджети                           |                                                                                  |                                                | Грузинский национальный центр рукописей              |
| Анчииски четвероглав, სეა 1446—323                  | [1186—1207 года]                                  |                                               |                                                                                  | Писец Софром                                   | Национальный архив Грузии                            |
| Завещание, Моск. Синод. Кантора N62                 | 981 год                                           | Карин                                         | Стефан                                                                           | Иоанн-Торникий                                 | Государственный архив Московской синодальной конторы |